# Palonca
Palonca (1899-ig Plavnicza, szlovákul: Plavnica) község Szlovákiában, az Eperjesi kerület Ólublói járásában.

## Fekvése
Ólublótól 8 km-re délkeletre, a Poprád jobb partján fekszik.

## Története
1325-ben „Plawnich” néven említik először Palocsa várának birtokaként. Első lakói a Poprád-folyón tutajozással keresték kenyerüket. 1366-ban egy Újpalonca (Noua Plaunych) falut is említenek, 1427-ben azonban a két település összeolvadt. A nagyobb falvak közé tartozott, 55 portával adózott. A 16. század elejére lakói részben elköltöztek, akik maradtak azok is elszegényedtek.  A 16. századtól a Palocsay család birtoka. A század végére Palonca a palocsai uradalom egyik legnagyobb falujává fejlődött, új lakói szlovák és ruszin eredetűek voltak. 1600-ban 51 háza volt, valamint templom, plébánia, malom, iskola és kúria is állt a községben. 1787-ben már 135 háza volt 1055 lakossal.
A 18. század végén Vályi András így ír róla: „PLAVNICZA. Tót falu Sáros Vármegyében, földes Ura B. Palocsay Uraság, lakosai katolikusok, fekszik Poprád vize mellett, Kézsmárk, és Bártfa között, határjában legelője, réttye, és mind a’ kétféle fája van, lent is jót termesztenek, második osztálybéli.”
1828-ban 167 volt a házak száma 1211 lakossal. A 19. század második felében faüzem és homokbánya üzemelt itt.
Fényes Elek 1851-ben kiadott geográfiai szótárában így ír a faluról: „Plavnicza, tót falu, Sáros vmegyében, a Poprád mellett, Palocsához nyugotra 1/2 mfd., 916 r., 54 g. kath., 177 evang., 47 zsidó lak. Kath. paroch. templom. Kastély. Éghajlata hideg, de földje jól terem; jó rétje, fenyvese, fürészmalma van. F. u. b. Palocsai-Horváth. Ut. p. Lublyó.”
A század végétől több lakosa kivándorolt a tengerentúlra. A 20. század elején létesült szeszgyára. A trianoni diktátum előtt Sáros vármegye Héthársi járásához tartozott.
1945 után nagy fejlődésen ment át a település. 1952-ben új családi házak és sportpálya létesült. 1954-ben bevezették a villanyt és megépült a kultúrház. 1960-ban felépült az új iskola, 1966-ban bekapcsolódott a vasúti hálózatba. 1985-ben létesült az új általános iskola. Lakói földműveléssel foglalkoznak, illetve Ólubló és Eperjes üzemeiben dolgoznak.

## Népessége
| Év:            | 1994. | 2004.   | 2014.   | 2024.   |
| -------------- | ----- | ------- | ------- | ------- |
| Emberek száma: | 1491  | 1544    | 1631    | 1663    |
| Eltérés:       |       | +3,55 % | +5,63 % | +1,96 % |

| Év:            | 2023. | 2024.   |
| -------------- | ----- | ------- |
| Emberek száma: | 1643  | 1663    |
| Eltérés:       |       | +1,21 % |

1910-ben 1059, túlnyomórészt szlovák lakosa volt.
2001-ben 1482 lakosából 1469 szlovák volt.
2011-ben 1626 lakosából 1557 szlovák.

## Nevezetességei
- Római katolikus temploma 1325-ben épült kora gótikus stílusban, 1662-ben megújították, majd a 18. század első felében barokk stílusban építették át. 1817-ben felújították.
- A Hétfájdalmú Szűzanya tiszteletére szentelt új katolikus temploma 2001 és 2006 között épült.
- Evangélikus temploma 1806-ban épült klasszicista stílusban.
- Temetőkápolnája 1826-ban épült.
- A 20. század eleje óta hagyományos karácsonyi színházi játékot rendeznek.